# Platylabus abbreviatus
Platylabus abbreviatus är en stekelart som beskrevs av Heinrich 1962. Platylabus abbreviatus ingår i släktet Platylabus och familjen brokparasitsteklar. Inga underarter finns listade i Catalogue of Life.